# Смирнов, Николай Иванович (дипломат)
Никола́й Ива́нович Смирно́в (21 мая 1918 — 21 ноября 1989) — советский дипломат. Чрезвычайный и полномочный посол.

## Биография
Член ВКП(б). Окончил Институт востоковедения (1940). Кандидат исторических наук (1950). На дипломатической работе с 1952 года.
- В 1941—1946 годах — служба в РККА.
- В 1950—1952 годах — преподаватель Института востоковедения.
- В 1953—1959 годах — сотрудник центрального аппарата МИД СССР.
- В 1959—1960 годах — первый секретарь, советник Посольства СССР в Пакистане.
- В 1960—1966 годах — сотрудник центрального аппарата МИД СССР.
- С февраля 1966 по январь 1969 года — советник-посланник Посольства СССР в Индии.
- С 28 января 1969 по 28 мая 1971 года — чрезвычайный и полномочный посол СССР в Бирме.
- В 1971—1983 годах — сотрудник центрального аппарата МИД СССР.
- В 1973—1978 годах — ответственный секретарь Комиссии СССР по делам ЮНЕСКО.
- В 1973—1977 годах — член Учёного совета Института востоковедения.
- В 1978—1983 годах — член Исполнительного совета ЮНЕСКО.